# Населення Оману
Населення Оману. Чисельність населення країни 2015 року становила 3,286 млн осіб (135-те місце у світі). За даними ООН частка мігрантів в населенні країни становить до 41 %. Чисельність оманців стабільно збільшується, народжуваність 2015 року становила 24,44 ‰ (56-те місце у світі), смертність — 3,36 ‰ (218-те місце у світі), природний приріст — 2,07 % (47-ме місце у світі) . 

## Природний рух

### Відтворення
Народжуваність у Омані, станом на 2015 рік, дорівнює 24,44 ‰ (56-те місце у світі). Коефіцієнт потенційної народжуваності 2015 року становив 2,86 дитини на одну жінку (59-те місце у світі). Рівень застосування контрацепції 24,4 % (станом на 2008 рік).
Смертність у Омані 2015 року становила 3,36 ‰ (218-те місце у світі).
Природний приріст населення в країні 2015 року становив 2,07 % (47-ме місце у світі).

### Вікова структура

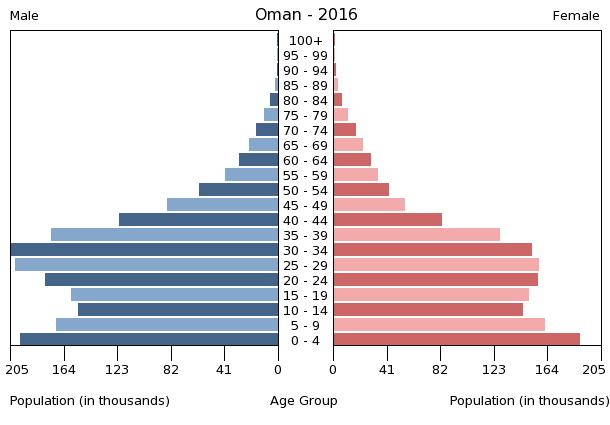
Віково-статева піраміда населення Оману, 2016 рік

Середній вік населення Оману становить 25,4 року (153-тє місце у світі): для чоловіків — 26,5, для жінок — 24 роки. Очікувана середня тривалість життя 2015 року становила 75,21 року (103-тє місце у світі), для чоловіків — 73,29 року, для жінок — 77,23 року.
Вікова структура населення Оману, станом на 2015 рік, мала такий вигляд:
- діти віком до 14 років — 30,23 % (509 465 чоловіків, 484 068 жінок);
- молодь віком 15—24 роки — 19,51 % (336 286 чоловіків, 304 994 жінки);
- дорослі віком 25—54 роки — 43 % (822 302 чоловіки, 590 937 жінок);
- особи передпохилого віку (55—64 роки) — 3,9 % (68 460 чоловіків, 59 756 жінок);
- особи похилого віку (65 років і старіші) — 3,37 % (55 081 чоловік, 55 587 жінок)[1].

## Розселення
Густота населення країни 2015 року становила 14,5 особи/км² (216-те місце у світі).

### Урбанізація
Оман високоурбанізована країна. Рівень урбанізованості становить 77,6 % населення країни (станом на 2015 рік), темпи зростання частки міського населення — 8,54 % (оцінка тренду за 2010—2015 роки).
Головні міста держави: Маскат (столиця) — 838,0 тис. осіб (дані за 2015 рік).

### Міграції
Річний рівень еміграції 2015 року становив 0,43 ‰ (132-ге місце у світі). Цей показник не враховує різниці між законними і незаконними мігрантами, між біженцями, трудовими мігрантами та іншими.

#### Біженці й вимушені переселенці
Станом на 2016 рік, у країні постійно перебуває 5,0 тис. біженців з Ємену.

## Расово-етнічний склад
| Етнічний склад (2015 рік) | Етнічний склад (2015 рік) | Етнічний склад (2015 рік) | Етнічний склад (2015 рік) | Етнічний склад (2015 рік) |
| ------------------------- | ------------------------- | ------------------------- | ------------------------- | ------------------------- |
| Етнос:                    |                           |                           | Відсоток:                 |                           |
| араби                     | араби                     |                           | %                         | %                         |
| белуджі                   | белуджі                   |                           | %                         | %                         |
| індійці                   | індійці                   |                           | %                         | %                         |
| пакистанці                | пакистанці                |                           | %                         | %                         |
| цейлонці                  | цейлонці                  |                           | %                         | %                         |
| бенгальці                 | бенгальці                 |                           | %                         | %                         |
| африканці                 | африканці                 |                           | %                         | %                         |

Головні етноси країни: араби, белуджі, індійці, пакистанці, цейлонці, бенгальці, африканці.

## Мови
| Мови Оману (2015 рік) | Мови Оману (2015 рік) | Мови Оману (2015 рік) | Мови Оману (2015 рік) | Мови Оману (2015 рік) |
| --------------------- | --------------------- | --------------------- | --------------------- | --------------------- |
| Мова:                 |                       |                       | Відсоток:             |                       |
| арабська              | арабська              |                       | %                     | %                     |
| англійська            | англійська            |                       | %                     | %                     |
| белуджійська          | белуджійська          |                       | %                     | %                     |
| урду                  | урду                  |                       | %                     | %                     |
| інші                  | інші                  |                       | %                     | %                     |

Офіційна мова: арабська. Інші поширені мови: англійська, белуджійська, урду, різноманітні індійські мови й діалекти.

## Релігії
| Релігії в Омані (2009 рік) | Релігії в Омані (2009 рік) | Релігії в Омані (2009 рік) | Релігії в Омані (2009 рік) | Релігії в Омані (2009 рік) |
| -------------------------- | -------------------------- | -------------------------- | -------------------------- | -------------------------- |
| Віросповідання:            |                            |                            | Відсоток:                  |                            |
| мусульмани                 | мусульмани                 |                            | 85.9%                      | 85.9%                      |
| християни                  | християни                  |                            | 6.5%                       | 6.5%                       |
| індуїсти                   | індуїсти                   |                            | 5.5%                       | 5.5%                       |
| буддисти                   | буддисти                   |                            | 0.8%                       | 0.8%                       |
| юдаїзм                     | юдаїзм                     |                            | 0.1%                       | 0.1%                       |
| інші                       | інші                       |                            | 1%                         | 1%                         |
| атеїсти                    | атеїсти                    |                            | 0.2%                       | 0.2%                       |

Головні релігії й вірування, які сповідує, і конфесії та церковні організації, до яких відносить себе населення країни: іслам — 85,9 % (сунізм — державна релігія, 75 % населення сповідують ібадизм), християнство — 6,5 %, індуїзм — 5,5 %, буддизм — 0,8 %, юдаїзм — 0,1 %, інші — 1 %, не сповідують жодної — 0,2 % (станом на 2010 рік).

## Освіта
Рівень письменності 2015 року становив 91,1 % дорослого населення (віком від 15 років): 93,6 % — серед чоловіків, 85,6 % — серед жінок.
Державні витрати на освіту становлять 5 % ВВП країни, станом на 2013 рік (100-те місце у світі). Середня тривалість освіти становить 14 років, для хлопців — до 14 років, для дівчат — до 14 років (станом на 2011 рік).

## Охорона здоров'я
Забезпеченість лікарями у країні на рівні 2,43 лікаря на 1000 мешканців (станом на 2012 рік). Забезпеченість лікарняними ліжками в стаціонарах — 1,7 ліжка на 1000 мешканців (станом на 2012 рік). Загальні витрати на охорону здоров'я 2014 року становили 3,6 % ВВП країни (185-те місце у світі).
Смертність немовлят до 1 року, станом на 2015 рік, становила 13,55 ‰ (110-те місце у світі); хлопчиків — 13,85 ‰, дівчаток — 13,23 ‰. Рівень материнської смертності 2015 року становив 17 випадків на 100 тис. народжень (122-ге місце у світі).
Оман входить до складу ряду міжнародних організацій: Міжнародного руху (ICRM) і Міжнародної федерації товариств Червоного Хреста і Червоного Півмісяця (IFRCS), Дитячого фонду ООН (UNISEF), Всесвітньої організації охорони здоров'я (WHO).

### Захворювання
2014 року зареєстровано 2,4 тис. хворих на СНІД це 0,16 % населення в репродуктивному віці 15—49 років (101-ше місце у світі). Смертність 2014 року від цієї хвороби становила приблизно 100 осіб (114-те місце у світі).
Частка дорослого населення з високим індексом маси тіла 2014 року становила 26,5 % (94-те місце у світі); частка дітей віком до 5 років зі зниженою масою тіла становила 9,7 % (оцінка на 2014 рік). Ця статистика показує як власне стан харчування, так і наявну/гіпотетичну поширеність різних захворювань.

### Санітарія
Доступ до облаштованих джерел питної води 2015 року мало 95,5 % населення в містах і 86,1 % в сільській місцевості; загалом 93,4 % населення країни. Відсоток забезпеченості населення доступом до облаштованого водовідведення (каналізація, септик): в містах — 97,3 %, в сільській місцевості — 94,7 %, загалом по країні — 96,7 % (станом на 2015 рік). Споживання прісної води, станом на 2003 рік, дорівнює 1,32 км³ на рік, або 515,8 тонни на одного мешканця на рік: з яких 10 % припадає на побутові, 1 % — на промислові, 88 % — на сільськогосподарські потреби.

## Соціально-економічне становище
Співвідношення осіб, що в економічному плані залежать від інших, до осіб працездатного віку (15—64 роки) загалом становить 30 % (станом на 2015 рік): частка дітей — 26,7 %; частка осіб похилого віку — 3,4 %, або 29,8 потенційно працездатного на 1 пенсіонера. Загалом ці показники характеризують рівень потреби державної допомоги в секторах освіти, охорони здоров'я та пенсійного забезпечення, відповідно. Дані про відсоток населення країни, що перебуває за межею бідності, відсутні. Дані про розподіл доходів домогосподарств у країні відсутні.
Станом на 2013 рік, у країні 100 тис. осіб не має доступу до електромереж; 98 % населення має доступ, в містах цей показник дорівнює 99 %, у сільській місцевості — 93 %. Рівень проникнення інтернет-технологій високий. Станом на липень 2015 року в країні налічувалось 2,438 млн унікальних інтернет-користувачів (96-те місце у світі), що становило 74,2 % загальної кількості населення країни.

### Трудові ресурси
Загальні трудові ресурси 2012 року становили 968,8 тис. осіб, 60 % яких іноземці (144-те місце у світі). Дані по структурі зайнятості економічно активного населення у господарстві країни відсутні. Безробіття 2004 року дорівнювало 15 % працездатного населення (152-ге місце у світі).

## Кримінал

### Торгівля людьми
Згідно зі щорічною доповіддю про торгівлю людьми (англ. Trafficking in Persons Report) Управління з моніторингу та боротьби з торгівлею людьми Державного департаменту США, уряд Оману докладає значних зусиль у боротьбі з явищем примусової праці, сексуальної експлуатації, незаконною торгівлею внутрішніми органами, але законодавство відповідає мінімальним вимогам американського закону 2000 року щодо захисту жертв (англ. Trafficking Victims Protection Act’s) не повною мірою, країна перебуває у списку другого рівня.

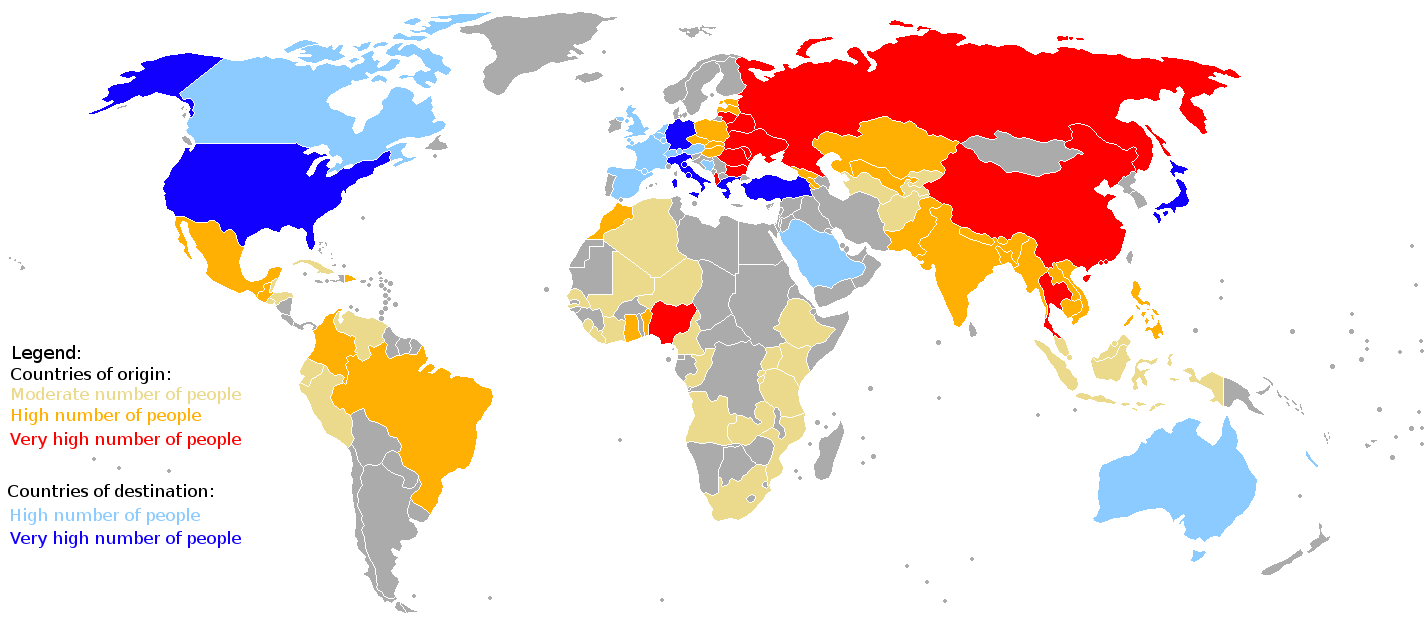
Країни-донори (червоний) і країни-реципієнти кримінальних потоків  (англ.)
Глобальна боротьба з торгівлею людьми (англ.)

## Гендерний стан
Статеве співвідношення (оцінка 2015 року):
- при народженні — 1,05 особи чоловічої статі на 1 особу жіночої;
- у віці до 14 років — 1,05 особи чоловічої статі на 1 особу жіночої;
- у віці 15—24 років — 1,1 особи чоловічої статі на 1 особу жіночої;
- у віці 25—54 років — 1,39 особи чоловічої статі на 1 особу жіночої;
- у віці 55—64 років — 1,15 особи чоловічої статі на 1 особу жіночої;
- у віці за 64 роки — 0,99 особи чоловічої статі на 1 особу жіночої;
- загалом — 1,2 особи чоловічої статі на 1 особу жіночої[1].

## Демографічні дослідження
Демографічні дослідження у країні ведуться рядом державних і наукових установ:

### Українською
- Атлас. 10-11 клас. Економічна і соціальна географія світу / упорядники :  О. Я. Скуратович, Н. І. Чанцева. — К. : ДНВП «Картографія», 2010. — ISBN 978-966-475-639-3.
- Атлас світу / голов. ред. І. С. Руденко ; зав. ред. В. В. Радченко ; відп. ред. О. В. Вакуленко. — К. : ДНВП «Картографія», 2005. — 336 с. — ISBN 9666315467.
- Безуглий В. В. Економічна і соціальна географія зарубіжних країн : Навчальний посібник. — К. : ВЦ «Академія», 2007. — 704 с. — ISBN 978-966-580-239-6.
- Безуглий В. В., Козинець С. В. Регіональна економічна і соціальна географія світу : Навчальний посібник. — видання 2-ге, доп., перероб. — К. : ВЦ «Академія», 2007. — 688 с. — ISBN 966-580-144-9.
- Головченко В. І., Кравчук О. Країнознавство: Азія, Африка, Латинська Америка, Австралія і Океанія. — К., 2006. — 335 с. — ISBN 966-8939-04-2.
- Гудзеляк І. І. Географія населення: Навчальний посібник / І. Гудзеляк. — Л. : Видавничий центр ЛНУ імені Івана Франка, 2008. — 232 с. — ISBN 978-966-613-599-8.
- Дахно І. І. Країни світу: Енциклопедичний довідник / І. І. Дахно, С. М. Тимофієв. — К. : Мапа, 2011. — 606 с. — (Бібліотека нового українця) — ISBN 978-966-8804-23-6.
- Дахно І. І. Економічна географія зарубіжних країн : навчальний посібник. — К. : Центр учбової літератури, 2014. — 319 с. — ISBN 978-611-01-0682-5.
- Джаман В. О. Регіональні системи розселення: демографічні аспекти. — Чернівці : Рута, 2003. — 392 с. — ISBN 9665685988.
- Дорошенко Л. С. Демографія: Навчальний посібник. — К. : МАУП, 2005. — 112 с. — ISBN 966-608-442-2.
- Дубович І. А. Країнознавчий словник-довідник. — 5-те вид., перероб. і доп. — К. : Знання, 2008. — 839 с. — ISBN 978-966-346-330-8.
- Економічна і соціальна географія країн світу. Навчальний посібник / За ред. Кузика С. П. — Л. : Світ, 2002. — 672 с. — ISBN 966-603-178-7.
- Загальна медична географія світу / В. О. Шевченко [та ін.] — К. : [б.в.], 1998. — 178 с.
- Ігнатьєв П. М. Країнознавство: Країни Азії. — Ч. : Книги-XXI, 2004. — 383 с. — ISBN 966-8029-53-4.
- Книш М. М., Мамчур О. І. Регіональна економічна і соціальна географія світу (Латинська Америка та Карибські країни, Африка, Азія, Океанія) : навч. посіб. — Л. : ЛНУ ім. Івана Франка, 2013. — 368 с. — ISBN 978-617-10-0007-0.
- Крисаченко В. С. Динаміка населення: Популяційні, етнічні та глобальні виміри. — К. : Видавництво Національного інституту стратегічних досліджень, 2005. — 368 с. — ISBN 966-554-083-1.
- Любіцева О. О., Мезенцев К. В., Павлов С. В. Географія релігій. — К. : АртЕК, 1999. — 504 с. — ISBN 966-505-006-0.
- Масляк П. О. Країнознавство. — К. : Знання, 2007. — 292 с. — (Вища освіта XXI століття)
- Масляк П. О., Дахно І. І. Економічна і соціальна географія світу / П. О. Масляк, І. І. Дахно ; за ред. П. О. Масляка. — К. : Вежа, 2003. — 280 с. — ISBN 966-7091-53-8.

### Російською
- (рос.) Оман // Демографический энциклопедический словарь / главн. ред. Валентей Д. И. — М. : Советская энциклопедия, 1985. — 608 с.
- (рос.) Оман // Страны и народы. Зарубежная Азия. Общий обзор. Юго-Западная Азия / Редкол. : Н. И. Прошин (отв. ред.), И. А. Дементьев и др. — М. : «Мысль», 1979. — 381 с. — (Страны и народы) — 180 тис. прим.
- (рос.) Атлас народов мира / Отв. ред. С. И. Брук и В. С. Апенченко. — М. : ГУГК ГГК СССР и Институт этнографии им. Н. Н. Миклухо-Маклая АН СССР, 1964. — 185 с. — 20 тис. прим.
- (рос.) Численность и расселение народов мира. Этнографические очерки / под ред. С. И. Брука. — М. : Издательство АН СССР, 1962. — 487 с.
- (рос.) Лаппо Г. М. География городов: Учебное пособие для географических факультетов вузов. — М. : Туманит, изд. центр ВЛАДОС, 1997. — 476 с. — ISBN 5-691-00047-0.
- (рос.) Ягельский А. География населения. — М. : Прогресс, 1980. — 383 с.